# 周述
周述（？—1436年），字崇述，號東墅，江西吉安府吉水縣人，明朝政治人物。

## 生平
永樂元年（1403年），周述與從弟周孟簡、周仲舉同登癸未科江西鄉試舉人，二年（1404年）聯捷甲申科一甲第二名進士（榜眼），從弟周孟簡同榜一甲第三名（探花）。明成祖手書二人冊，在周述的對策上批道：“瑰瑋之才，充實之學。朕用爾嘉，擢居第二，勿自滿假，惟時懋哉。”並授翰林院編修，不久又下令，讓翰林學士兼右春坊大學士解縉選拔曾棨等二十八人入文淵閣讀書，周述與周孟簡皆被選中。紙筆由司禮監供給，早晚膳食由光祿寺供給，禮部還給每人每月膏燭費銀子三錠，工部還為其選就近的地方以供居住，這一切都讓世人十分羨慕。他性情温厚，從不疾言厲色。曾跟隨明成祖北巡，後升為左春坊左諭德。永樂二十二年（1424年）明仁宗即位，命他伴隨太子朱瞻基（後為明宣宗）到南京拜謁明太祖皇陵。臨行前，將他召至榻前，問他如何輔佐太子，周述的對答讓明仁宗十分滿意。明宣宗時，升為左春坊左庶子。正統元年（1436年）卒於官。著有《東墅詩集》六卷。

## 延伸阅读
[在维基数据编辑]
 《國朝獻徵錄·卷之十九》，出自焦竑《國朝獻徵錄》
 《明史卷一百五十二》，出自《明史》

## 外部連結
- 周述（页面存档备份，存于） 北京市東城區圖書館